# Samsun
Samsun là một thành phố tự trị (büyük şehir) đồng thời cũng là một tỉnh (il) của Thổ Nhĩ Kỳ. Đây là một trong những cảng lớn và tấp nhập nhất ở Biển Đen, giáp với các tỉnh và thành phố Sinop về phía tây bắc, Çorum về phía tây, Amasya về phía nam, Tokat về phía đông nam và Ordu về phía đông.
Thành phố có Sân bay Samsun-Çarşamba.

## Lịch sử
Người sáng lập Cộng hòa Thổ Nhĩ Kỳ, Mustafa Kemal Atatürk, đã khởi đầu cuộc chiến tranh độc lập Thổ Nhĩ Kỳ ở đây ngày 9 tháng 5 năm 1919.

## Hành chính
Trước năm 2012, trung tâm tỉnh Samsun trước đây là thành phố tỉnh lỵ (merkez ilçesi) Samsun. Năm 1993, do tốc độ đô thị hóa tăng cao, vùng đô thị xung quanh thành phố tỉnh lỵ Samsun được công nhận hưởng quy chế thành phố tự trị (büyük şehir). Năm 2012, Thổ Nhĩ Kỳ thông qua luật công nhận các tỉnh có dân số trên 750.000 người là những thành phố tự trị (büyükşehir belediyeleri). Theo đó, thành phố tỉnh lỵ Samsun cũ được tách thành 3 huyện Atakum, Canik và İlkadım.
Hiện tại, thành phố Samsun được chia thành 17 huyện hành chính:

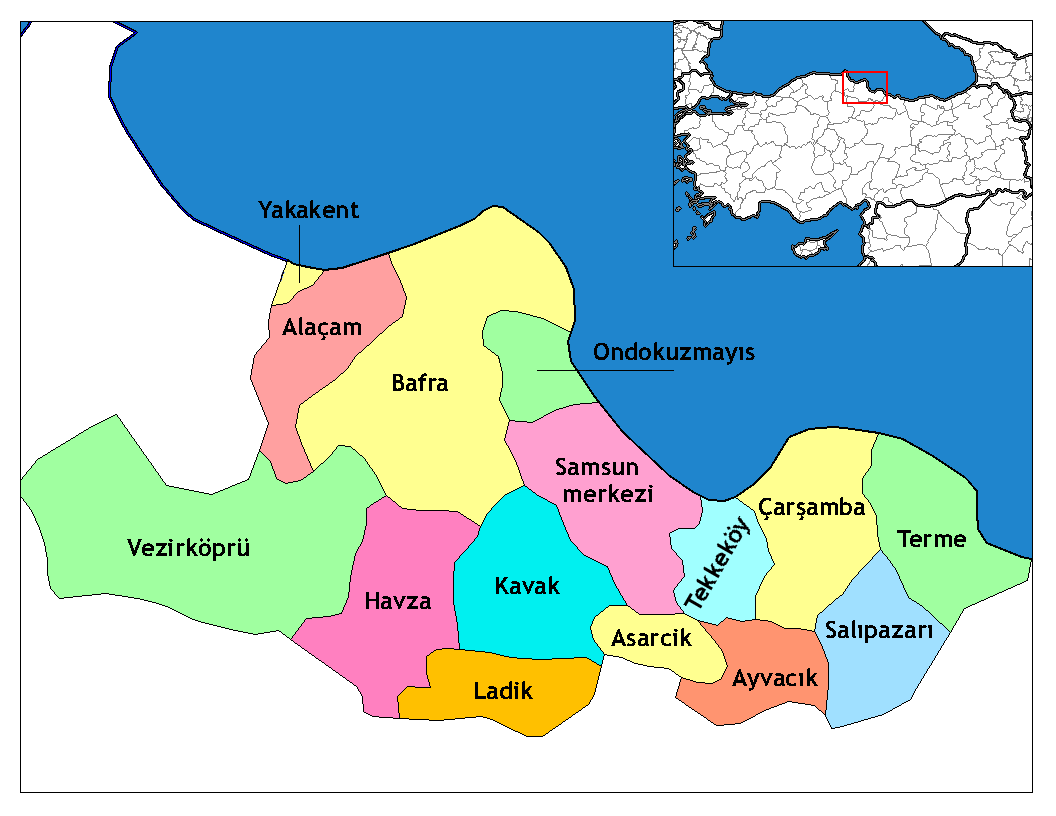
Bản đồ hành chính của thành phố Samsun trước 2012

- Alaçam
- Asarcık
- Atakum
- Ayvacık
- Bafra
- Canik
- Çarşamba
- Havza
- İlkadım
- Kavak
- Ladik
- Ondokuz Mayıs
- Salıpazarı
- Tekkeköy
- Terme
- Vezirköprü
- Yakakent

## Khí hậu
| Dữ liệu khí hậu của Samsun                   | Dữ liệu khí hậu của Samsun | Dữ liệu khí hậu của Samsun | Dữ liệu khí hậu của Samsun | Dữ liệu khí hậu của Samsun | Dữ liệu khí hậu của Samsun | Dữ liệu khí hậu của Samsun | Dữ liệu khí hậu của Samsun | Dữ liệu khí hậu của Samsun | Dữ liệu khí hậu của Samsun | Dữ liệu khí hậu của Samsun | Dữ liệu khí hậu của Samsun | Dữ liệu khí hậu của Samsun | Dữ liệu khí hậu của Samsun |
| Tháng                                        | 1                          | 2                          | 3                          | 4                          | 5                          | 6                          | 7                          | 8                          | 9                          | 10                         | 11                         | 12                         | Năm                        |
| -------------------------------------------- | -------------------------- | -------------------------- | -------------------------- | -------------------------- | -------------------------- | -------------------------- | -------------------------- | -------------------------- | -------------------------- | -------------------------- | -------------------------- | -------------------------- | -------------------------- |
| Cao kỉ lục °C (°F)                           | 24.2 (75.6)                | 26.5 (79.7)                | 33.6 (92.5)                | 37.0 (98.6)                | 37.4 (99.3)                | 37.4 (99.3)                | 37.5 (99.5)                | 39.0 (102.2)               | 38.3 (100.9)               | 38.4 (101.1)               | 32.4 (90.3)                | 28.9 (84.0)                | 39.0 (102.2)               |
| Trung bình ngày tối đa °C (°F)               | 11.1 (52.0)                | 11.3 (52.3)                | 12.8 (55.0)                | 15.3 (59.5)                | 19.4 (66.9)                | 24.4 (75.9)                | 27.4 (81.3)                | 28.2 (82.8)                | 24.8 (76.6)                | 20.8 (69.4)                | 16.7 (62.1)                | 13.1 (55.6)                | 18.8 (65.8)                |
| Trung bình ngày °C (°F)                      | 7.5 (45.5)                 | 7.3 (45.1)                 | 8.7 (47.7)                 | 11.3 (52.3)                | 15.9 (60.6)                | 20.8 (69.4)                | 23.9 (75.0)                | 24.5 (76.1)                | 20.9 (69.6)                | 17.0 (62.6)                | 12.6 (54.7)                | 9.4 (48.9)                 | 15.0 (59.0)                |
| Tối thiểu trung bình ngày °C (°F)            | 4.4 (39.9)                 | 4.1 (39.4)                 | 5.2 (41.4)                 | 7.9 (46.2)                 | 12.4 (54.3)                | 17.0 (62.6)                | 20.0 (68.0)                | 20.7 (69.3)                | 17.3 (63.1)                | 13.6 (56.5)                | 9.1 (48.4)                 | 6.5 (43.7)                 | 11.5 (52.7)                |
| Thấp kỉ lục °C (°F)                          | −8.1 (17.4)                | −9.8 (14.4)                | −7.0 (19.4)                | −2.4 (27.7)                | 2.7 (36.9)                 | 7.8 (46.0)                 | 13.4 (56.1)                | 12.4 (54.3)                | 6.8 (44.2)                 | 1.5 (34.7)                 | −2.8 (27.0)                | −5.0 (23.0)                | −9.8 (14.4)                |
| Lượng Giáng thủy trung bình mm (inches)      | 72.5 (2.85)                | 53.5 (2.11)                | 68.5 (2.70)                | 54.0 (2.13)                | 54.1 (2.13)                | 51.6 (2.03)                | 38.9 (1.53)                | 47.2 (1.86)                | 51.8 (2.04)                | 79.0 (3.11)                | 76.1 (3.00)                | 82.5 (3.25)                | 729.7 (28.73)              |
| Số ngày giáng thủy trung bình                | 15.53                      | 15.17                      | 17.00                      | 14.77                      | 14.20                      | 11.33                      | 7.03                       | 7.57                       | 11.60                      | 14.37                      | 12.43                      | 15.77                      | 156.8                      |
| Số giờ nắng trung bình tháng                 | 86.8                       | 96.1                       | 120.9                      | 162.0                      | 201.5                      | 249.0                      | 279.0                      | 263.5                      | 201.0                      | 148.8                      | 120.0                      | 89.9                       | 2.018,5                    |
| Số giờ nắng trung bình ngày                  | 2.8                        | 3.4                        | 3.9                        | 5.4                        | 6.5                        | 8.3                        | 9.0                        | 8.5                        | 6.7                        | 4.8                        | 4.0                        | 2.9                        | 5.5                        |
| Nguồn: Cơ quan Khí tượng Nhà nước Thổ Nhĩ Kỳ |                            |                            |                            |                            |                            |                            |                            |                            |                            |                            |                            |                            |                            |